# Сакилинжили
Сакилинжили — покинутое село в Галанчожском районе Чеченской Чеспублики. Входит в Нашхоевское сельское поселение.

## География
Село расположено на северо-восточной части Галанчожского района, к северо-востоку от районного центра Галанчож.
Ближайшие населённые пункты: на северо-западе — Бончу-Дига, Шалажи и Гехи-Чу, на востоке — Зарха.

## История
Аул Сакилинжили был ликвидирован в 1944 году во время выселения чеченцев. После восстановления Чечено-Ингушской АССР чеченскому населению было запрещено возвращаться в свои исконные районы: Галанчожский, Шатойский и Итум-Калинский.